# Verfassung des Kaiserreichs Abessinien von 1955
Der abessinische Kaiser Haile Selassie verkündete eine überarbeitete äthiopische Verfassung im November 1955. Diese Verfassung wurde wie ihr Vorgänger 1931 erstellt, durch die Erfragung der internationalen öffentlichen Meinung.
Diese Stellungnahme war besonders wichtig dieser Zeit, da einige benachbarte afrikanische Staaten rasch voranschreitend im Rahmen der europäischen kolonialen Bevormundung waren und Äthiopien seine Ansprüche international für die Eingliederung der Provinz Eritrea, wo ein gewähltes Parlament, die Nationalversammlung und eine moderne Verwaltung seit der italienischen Kolonialzeit in Italienisch-Eritrea bestanden hatte, modifizierte.
Die neue Verfassung bestand aus acht Kapiteln und 131 Artikeln. Dieses Dokument wurde erstellt von drei italienischen Beratern, die restauriert arbeiteten in Absprache mit den beiden führenden Figuren der Monarchie, Wolde Giyorgis Wolde Yohannes und Aklilu Habte-Wold. Während es eindeutig "nicht ein Spiegelbild" der US-Verfassung war, enthielt es eine Reihe von Ideen aus diesem Dokument, wie z. B. eine Trennung der Zuständigkeiten zwischen den drei Gewalten der Regierung, und die sorgfältige Aufmerksamkeit, die Detaillierung der "Rechte und Pflichten der Völker", auf die 28 Artikel gewidmet waren. Trotz diesen Elements, berichtet John Spencer, einer der italienischen Verfasser der Verfassung", dass der äthiopische Kronrat den Autoren der Verfassung aufzwang, die Vorrechte der Krone in der Verfassung zu betonen." Bahru Zewde betont die Natur dieser exekutiven Befugnisse in seiner Diskussion diesen Dokuments und stellt fest, dass es "eine juristische Charta für die Festigung des Absolutismus" sei. Bahru zitiert den entsprechenden Abschnitt von Artikel 4 der Verfassung: "Aufgrund seiner Imperialen Bluteigenschaften [die Herkunft aus der Salomonischen Dynastie], sowie durch die Salbung, die er erhalten hat, ist die Person des Kaisers heilig, die Würde ist unantastbar und seine Macht unbestreitbar." Auch wurde in der Verfassung der Gründungsmythos der kaiserlichen Linie durch Menelik I. in Artikel 2 niedergeschrieben.
Trotz dieser Stärkung der Position des Kaisers, wurde die Zuständigkeit des äthiopischen Parlaments, welches nun aus zwei Kammern bestand, erweitert. Dem Senat blieben Ernennungsrechte, aber die Abgeordnetenkammer wurde, zumindest nominell, gewählt. Es war eine neue gesetzgebende Gewalt gegeben: Im Gegensatz zu den Gesetzgeber im Rahmen von 1931er Verfassung, in der nur Verfassungsangelegenheiten diskutiert werden konnten, hatte das neue Parlament jetzt die Autorität, Gesetze und Rechtsvorschriften vorzuschlagen und Veto von der Exekutive vorzuschlagen. Es könnte auch Minister zur Vernehmung vorladen, und unter außergewöhnlichen Umständen könnte es ein Amtsenthebungsverfahren gegen sie einleiten. Man glaubt, dass seine wichtigste neue Funktion die Macht über seine Haushaltslage war: Das Parlament hatte nun in der Verantwortung die Genehmigung oder Ablehnung aller geplanten Budgets, inklusive Steuern und Zuweisungen.
Jedoch kann das Fehlen einer Volkszählung, der Analphabetismus innerhalb der Bevölkerung, und die Herrschaft der Landschaft durch den Adel bedeuten, dass die Mehrheit der Kandidaten, die sich bei den Wahlen im Jahr 1957 versuchten, durch die Eliten gewählt wurden. Die Abgeordnetenkammer war nicht ganz ein Stempel, in Zeiten der Diskussion und Befragung der Rechnungen und Landesminister. Allerdings wurden Bestimmungen in der Verfassung garantiert, dass die persönlichen Freiheiten und Grundrechte, einschließlich der Versammlungs-, der Bewegungs- und Redefreiheit schützte. Die Rechtsprechung und der Gesetzgebungsprozess waren allerdings so weit von den Realitäten des äthiopischen Lebens entfernt, dass keine Gruppe oder Person gegen diese öffentlich zu handeln versuchte.
Diese Verfassung wurde abgehängt von der Derg-Regierung in ihrer Proklamation Nr. 1, die Absetzung wurde ausgestrahlt am 15. September 1974, drei Tage nachdem Kaiser Haile Selassie abgesetzt wurde. Bis zur Verfassung der Demokratischen Volksrepublik Äthiopien aus dem Jahre 1987 und der Einleitung in die Volksrepublik Äthiopien kam es zu keiner Einführung einer neuen verfassung mehr.